# شوي-سون سيل
شوي-سون سيل (ولدت في 23 يونيو 1956) هي ابنة تشوي تاي مين زعيم الطائفة الشامانية الكورية الجنوبية. وكانت من أهم المتورطين في الفضيحة السياسية التي شهدتها كوريا الجنوبية في عام 2016 التي شملت التأثير على باك غيون هيي وإستغلال الرئيسة الحادي عشر لكوريا الجنوبية.

## حياتها الشخصية
شوي- سون سيل هي ابنة تشوي تاي مين زعيم الطائفة الشامانية الكورية الجنوبية. زوجها السابق هو تشونغ يون - هوي، المستشار السابق للرئيس بارك وابنتها من زوجها السابق هي مروضة الخيول تشونغ يو- را.

## الفضيحة السياسية لكوريا الجنوبية 2016
المقالة الرئيسية فضيحة كوريا الجنوبية السياسية 2016 [الإنجليزية]
تضمنت الفضيحة ادعاءات تفيد بأن سيل كانت بمثابة مسؤولة عن السياسات الحكومية وعمليات صنع القرار خلال إدارة بارك. داهمت النيابة العامة المنازل والمكاتب الخاصة بشوي. وقد تلقى وزراء بارك الأوامر بتقديم استقالتهم عقب الفضيحة. ربما طلبت من النيابة توجيه تهمة تشويه السمعة إلى الصحفية اليابانية تاتسويا كاتو (مدير مكتب سانكي شمبون في سيول) وذلك لكتابتها خبر أفاد أن الرئيسة بارك وتشونغ يون-هوي التقيا بشوي في اجتماع مدته سبع ساعات عقب كارثة انقلاب العبارة الكورية الجنوبية.
واعتباراً من 30 أكتوبر عادت شوي سون-سيل إلى كوريا الجنوبية وواجهت التحقيق. وفي يوم 31 أكتوبر، التقت بالمدعون، وعبرت عن ندمها الشديد للمراسلين الصحفيين قائلة: «أرجو أن تسامحوني، أنا آسفة، لقد ارتكبت إثماً يستحق الموت.»